# MAN-Motorenwerk Nürnberg

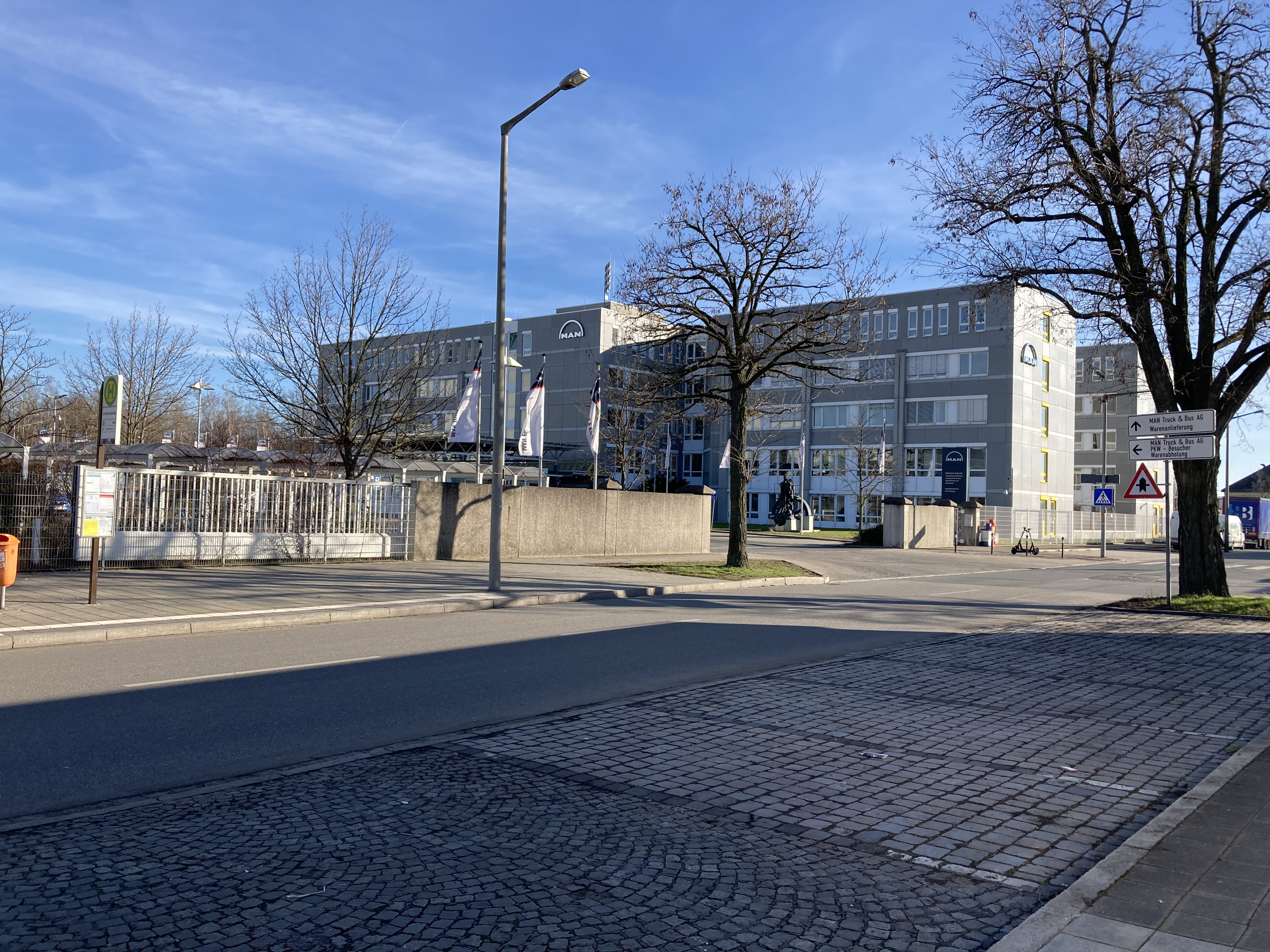
MAN-Nürnberg, Einfahrt und Verwaltungsgebäude

Das MAN-Motorenwerk Nürnberg ist innerhalb von MAN Truck & Bus das Motorenkompetenzzentrum in Nürnberg. Der Produktionsstandort ist mit etwa 4000 Mitarbeitern zuständig für die Entwicklung, Produktion und den Vertrieb von Diesel-, Gas- und Wasserstoffverbrennungsmotore mit einem Leistungsspektrum von 37 kW bis 1.471 kW (50 PS bis 2.200 PS).
Die hier entwickelt und gebauten Motoren in Reihe-Vier- und -Sechszylinder sowie Acht-, Zehn- und Zwölfzylinder in V-Anordnung, werden außer in Lastkraftwagen der Leichten-, Mittleren- und Schweren Reihe, in Busse, Landmaschinen und Eisenbahnen, auch für Industrie- und im Schiffbau eingesetzt.
Des Weiteren werden im Kompetenzzentrum Batteriezellen einschließlich der Batteriepackfertigung für Antriebsbatterien entwickelt und gefertigt.

## Lage
Das Motorenwerk befindet sich in der Nürnberger Südstadt. Auf dem Werksgelände, einer Fläche von etwa 35 Hektar, befinden sich Lager- und die Produktionshallen – Werkstoffprüfung, Fertigung, Fließbänder und Motorenprüfstände. 2012 wurde das Cramer-Klett-Denkmal auf das Werkgelände verlegt. Die monumentale Sitzfigur wurde von Richard Knecht entworfen und von Hermann Noack 1939/40 in Aluminium gegossen. Des Weiteren befindet sich im Eingangsbereich an der Frankenstraße das von Fritz Behn 1936 errichtete MAN-Kriegerdenkmal, ein aus Klinker gemauerter Pylonaufbau mit gemauertem Adler.

## Geschichte

### Gründung der Firma„Klett&Comp.“

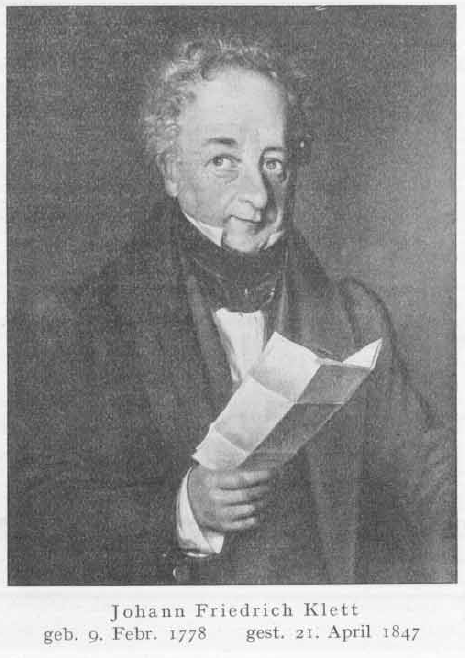
Johann Friedrich Klett

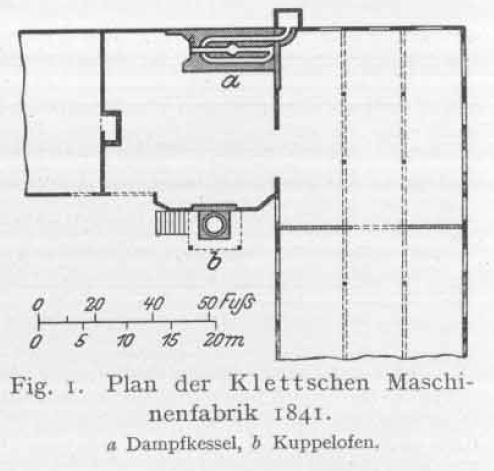
Kletts Werkstatt um 1841

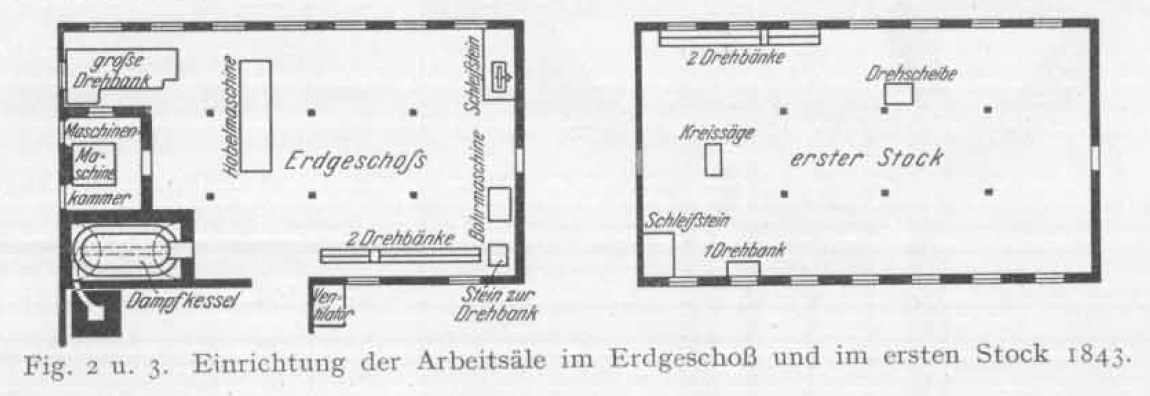
Kletts Werkstatt um 1843

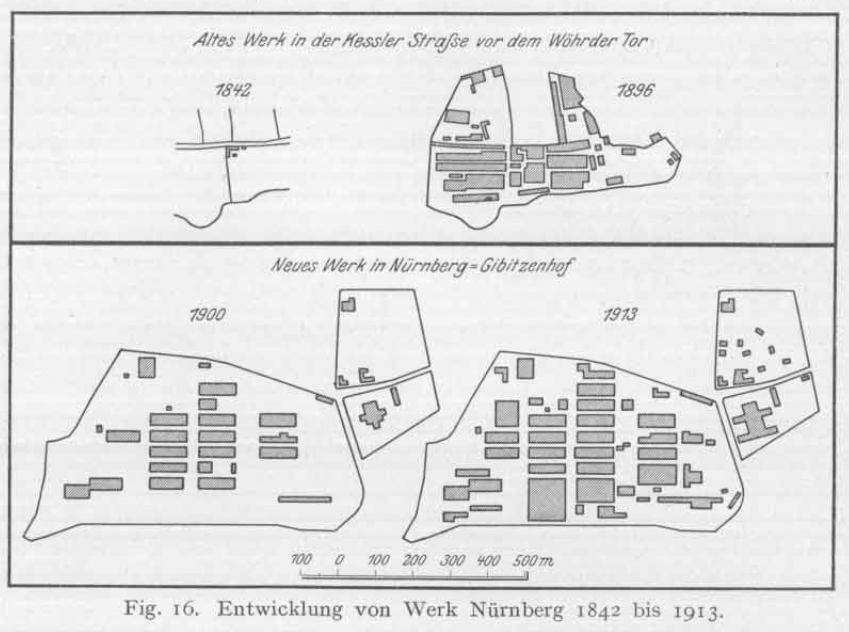
Betriebsfläche der MAN in Nürnberg (1842–1913)

1838 entschied sich Johann Friedrich Klett die unrentable Kammgarnspinnerei auf dem Grundstück im Nürnberger Stadtteil Wöhrd aufzulösen und sich dem Maschinenbau zuzuwenden, um einige Arbeiten für die Ludwigseisenbahn auszuführen. Die bescheidene Anlage war kaum mit einer Maschinenfabrik zu belegen. Drehbänke und Bohrmaschinen wurden von einem Pferdegöpel als Betriebsmaschine angetrieben. Um auf dem Gebiet besser voranzukommen, entschied sich Klett, gemeinsam mit dem schottischen Maschinenbauer James Earnshaw, dem englischen Mühlenbauer John Hooker und dem Eisengießer Wharton Rye eine Dampfmaschine als Antrieb einzusetzen. Am 7. Juli 1841 reichte Klett selbst das Konzessionsgesuch beim Stadtmagistrat in Nürnberg ein. Auf seinem Grundstück wollte er eine Maschinenfabrik mit einer Eisengießerei mit Kuppelofen und eine Dampfmaschine errichten. Um dem Genehmigungsverfahren Nachdruck zu verleihen, schrieb Friedrich Klett an die Behörden:

„... englischen Maschinisten, die ich zu meinen Faktoren bestellte, bereits schon hier und in meinem Solde sind, wodurch ich schon eine bedeutende Ausgabe habe. Der Zweck meines Unternehmens ist, einem längst gefühlten Mangel auf dem hiesigen Fabrik- und Gewerbeplatz an Maschinen u. dgl., namentlich aber auch für die bereits bestehenden und noch in das Leben gerufen werdenden Eisenbahnen abzuhelfen.“

Kletts Nachbarn in Wöhrd, Freiherr von Haller und Freiherr von Tucher, erhoben Einspruch gegen die Errichtung einer derartigen Fabrik neben ihren Grundstücken. Am Ende konnte sich Klett durchsetzen, sodass am 22. November 1841 der Magistrat ihm die Bewilligung des Antrags unter dem Namen Klett & Comp. mitteilte. Am 4. Januar 1842 stellte die Regierung Mittelfrankens die Konzession aus, wonach am 1. Februar 1842 folgende Bekanntmachung erschien:

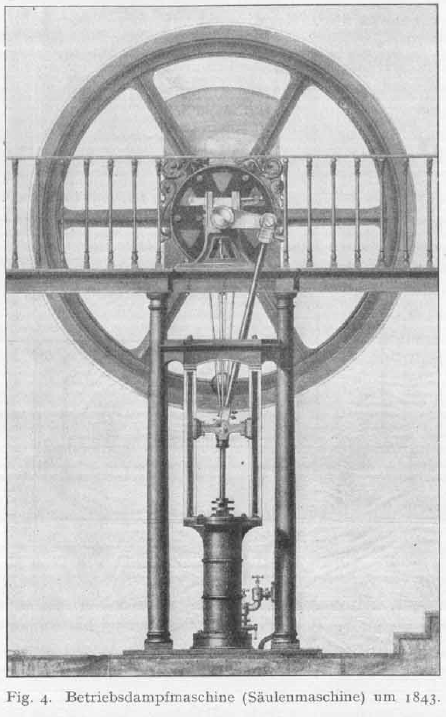
Dampfmaschine um 1843

| Anzeige und Empfehlung. Der Unterzeichnete hat unter der Firma Klett & Co. eine Eisengießerei, mittels Kuppelöfen, verbunden mit einer Maschinenfabrik, auf hiesigem Platz errichtet. Drei erfahrene Techniker, geborene Engländer, welche diesem Etablissmentvorstehen, sind selbst tätig, alle in dieses Fach einschlagende Arbeiten nach neusten Prinzipien und auf das solideste herzustellen. Gußstücke von der kleinsten bis zur größten Art, als: Wasserräder, Wellen, Ständer, Walzen, Krähne, Maschinenteile nach Zeichnung oder Modellen sowie vollständige Maschinen, mechanische Einrichtungen zu Schleif-, Polier-, Druck-, Walz-, Mühlen- und Zugwerken, Brennereien, Spinnereien, Stanz- und Dampfmaschinen usw. liefert diese Fabrik nach Verlangen aufs beste. Dem geehrten Fabrik- und Gewerbstand widmet diese Anzeige zu gefälliger Berücksichtigung. Nürnberg, den 1. Februar 1842 0 Joh. Friedr. Klett. |
| --- |

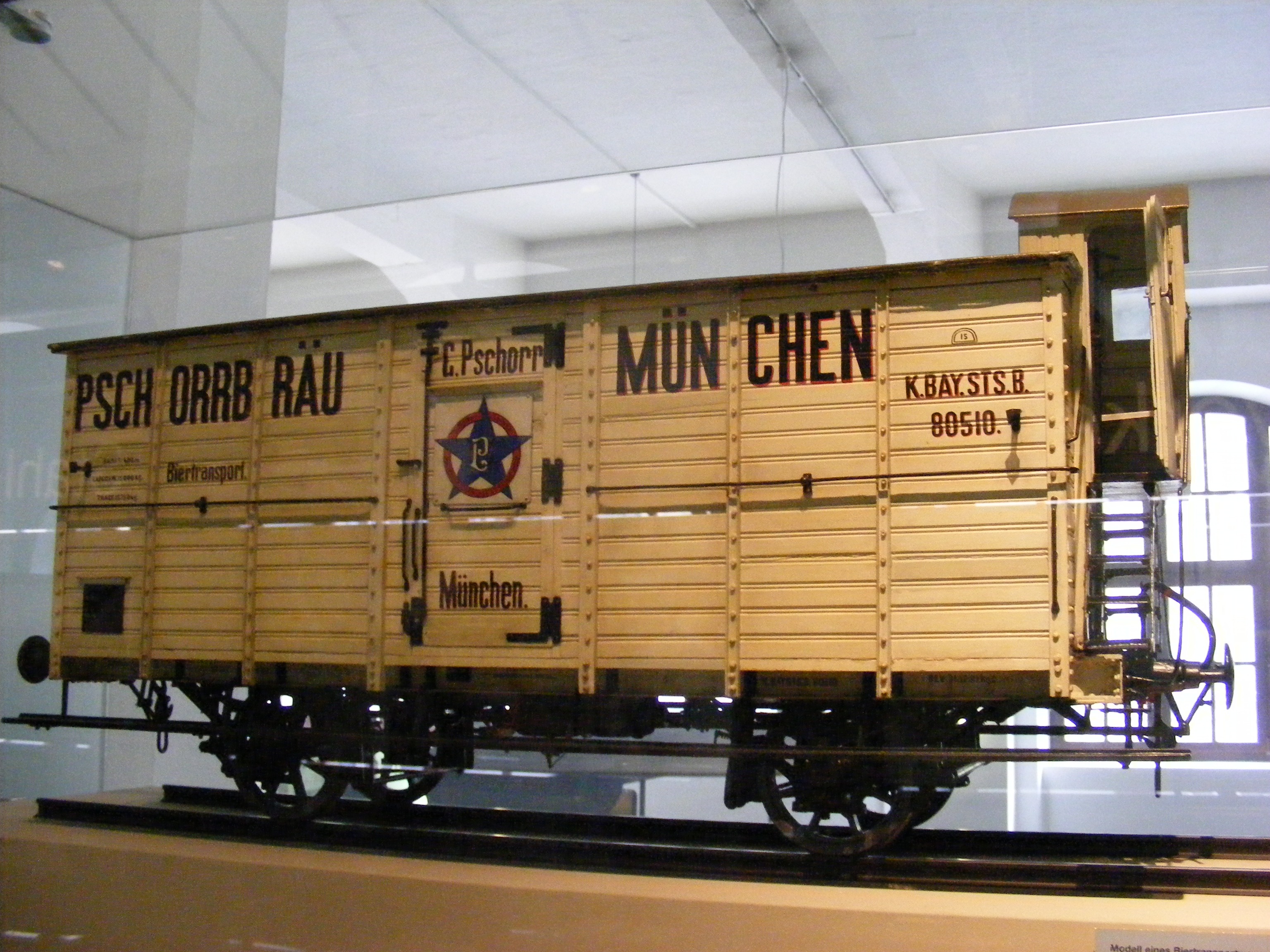
Güterwagen (1895), Modell 1:10

Für die Gießerei gab es die meisten Aufträge. Da die Dampfmaschine für den Antrieb des Ventilators für den Kuppelofen noch nicht aufgestellt war, wurden ein- oder zweimal wöchentlich Soldaten angemietet. Die erste Dampfmaschine, welche die Engländer für die Fabrik bauten, war eine Säulenmaschine von 10 PS (7,5 kW) Leistung bei einer Drehzahl von 45/min bei einem Dampfdruck von 2,5 at (245 kPa).
Inzwischen war aus der Klett'schen Werkstatt (nach unterschiedlichen Angaben) mit ursprünglich zwölf Beschäftigten ein Betrieb mit 50 Arbeitern bzw. 70 Personen geworden. Als Konzessionär musste Klett die Leitung des Betriebs übernehmen, was er aber nicht vorhatte und so wurden Earnshaw, Hooker und Rye auch Gesellschafter der Eisengießerei und Maschinenfabrik Klett & Comp., welche sich inzwischen in Wöhrd auch flächenmäßig immer mehr ausdehnte.
1844 wurde mit Genehmigung des Magistrats in der Klettschen Fabrik auch eine täglich zehneinhalbstündige Arbeitsordnung erlassen. Diese war von 6:00 Uhr bis 12:00 Uhr und von 13:00 Uhr bis 18:00 Uhr mit einer halbstündigen Frühstückspause. Eine große Bedeutung wurde auf den Dampfkesselbau gelegt. Das ungleich starke Blech der Dampfkessel bei den Dampfmaschinen war des Öfteren die Ursache der Kesselexplosionen. Klett sah ein, dass man auch hierfür von Briten lernen konnte und stellte 1845 den Kesselbauer Robert Astbury ein. Im ersten Jahr Astburys konnte die Firma auf der Gewerbeausstellung in Nürnberg einen schmiedeeisernen Dampfkessel mit einer Länge von 30 Fuß (9,14 m) und einem Durchmesser von vier Fuß (1,21 m) präsentieren.
Nach einer schlechten Betriebsabrechnung Mitte 1845 sah Klett sich genötigt, sich mit dem kaufmännischen Gesichtspunkt der Engländer zu beschäftigen. So konnte er z. B. feststellen, dass die Engländer eine Anlage mit 9000 Gulden verkauft hatten, während deren Selbstkosten 12.700 Gulden betrug, eine Kunstmühle für 13.000 Gulden verkauft hatten, welche die Fabrik 22.525 Gulden kostete. Dazu sagte Klett: „... die schändlichsten Akkorde, die vielleicht jemals in der Welt abgeschlossen wurden [...] die Engländer müssten ja geradezu „hirnblessiert“ gewesen sein.“ Daraufhin wollte Klett als Geldgeber den Vertrag ändern, womit die Engländer aber nicht einverstanden waren und dadurch die weitere Entwicklung einer friedlichen Zusammenarbeit gestört war. Den selbstbewussten Engländern entgegnete Klett mit:

„Wenn Ihr Euch nun etwa so viel auf Euren Nationalreichtum einbildet, so geht doch in Euer Heimatland und holt Geld, und könnt Ihr das nicht, so laßt dem bescheidenen Deutschen seinem Gelde Gerechtigkeit wiederfahren und sucht durch Sparsamkeit auch solches zu verdienen, dann könnt Ihr erst demnach auch begehren, weil sich dann das Begehren auf etwas gründet. Gott bewahre mich künftig vor allen Engländer, die nicht Geschäftsleute sind, die nicht begreifen wollen, was mit 200 000 fl. zu machen ist. [...] Das Narrenspiel hat ein Ende, die deutsche Gemütlichkeit hat ihr Ziel erreicht.“

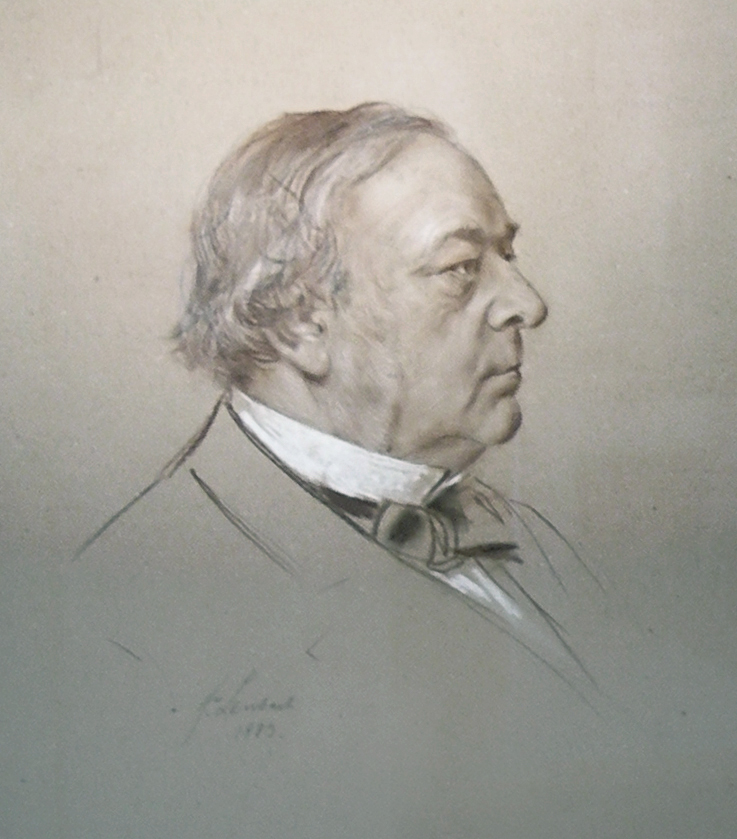
Theodor von Cramer-Klett

Die Streitigkeiten in der Fabrik wurden in der Stadt bekannt und so kam das Gerücht auf, dass die Fabrik keine Aufträge mehr aufnehmen, oder sogar aufgeben würde. Ab jetzt informierte sich Klett wöchentlich über das Geschäft und die wöchentlichen Löhne. Die Gießer erhielten zwischen 8 und 20 Gulden, die Mechaniker zwischen 8,30 und 16,15 Gulden, die Dreher zwischen 8 und 10 Gulden, die Schmiede zwischen 8 und 27 Gulden, wobei Astbury, der Leiter der Kesselschmiede, einen ungewöhnlich hohen Satz bekam. Durch persönliches Eingreifen Kletts, kehrte Frieden in den Betrieb ein und die Aufträge stiegen an. Zu den Kunden der Maschinenfabrik gehörte auch die Bayerische Staatsbahn. Im Geschäftsjahr 1846 verdiente die Firma 43.000 Gulden, wobei der Bau der Dampfmaschinen einen größeren Anteil hatte. Außer den Säulenmaschinen baute man die sog. Bockmaschinen, bei welchen man die Leistung von 10 PS (7,5 kW) auf 20 PS (15 kW) erhöhen wollte. Auch das Anwesen wurde für die Fabrik zu eng und musste erweitert werden.
Inzwischen lernte Klett den fast 40 Jahre jüngeren Buchhändler Theodor Cramer kennen und da beiden eine freiere Anschauung zu eigen war, führte das zu einer freundschaftlichen Beziehung. Nach dem plötzlichen Tod des 69-jährigen J. F. Klett am 21. April 1847 stand die Frage, wer die Firmenleitung übernehmen würde. So entschieden sich die einzige Tochter Kletts, Emilie Klett, und Theodor Cramer, der schon in deren Jugend ein Spielgefährte von ihr war, am 2. Mai 1847 zu heiraten, wonach Theodor sich Cramer-Klett nannte.

### „Eisengießerei und Maschinenfabrik Klett&Comp.“unter Theodor von Cramer-Klett

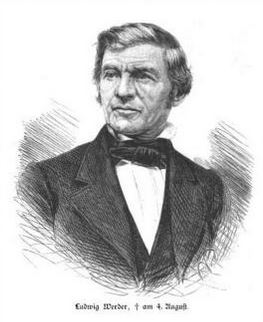
Johann Ludwig Werder

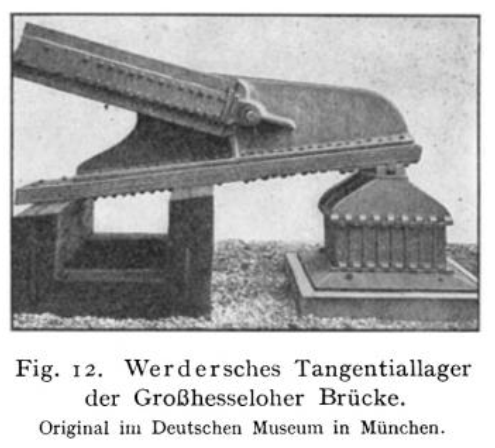
Werdersche Tangentiallager der Großhesseloher Brücke

Im Jahr 1848, dem Jahr der freiheitlichen Bewegungen, stand keine besondere Prüfung eines Befähigungsnachweises an, sodass Cramer-Klett die Konzession erteilt wurde und er den Betrieb reorganisieren konnte. Earnshaw und Hooker bekamen ihre Anteile am Stammkapital ausbezahlt und verließen das Unternehmen, wobei Rye als Gesellschafter ausschied, aber noch einige Zeit die Eisengießerei leitete. Von den Engländern war Astbury am längsten beschäftigt, er feierte 1895 als Werkmeister sein 50-jähriges Arbeitsjubiläum.

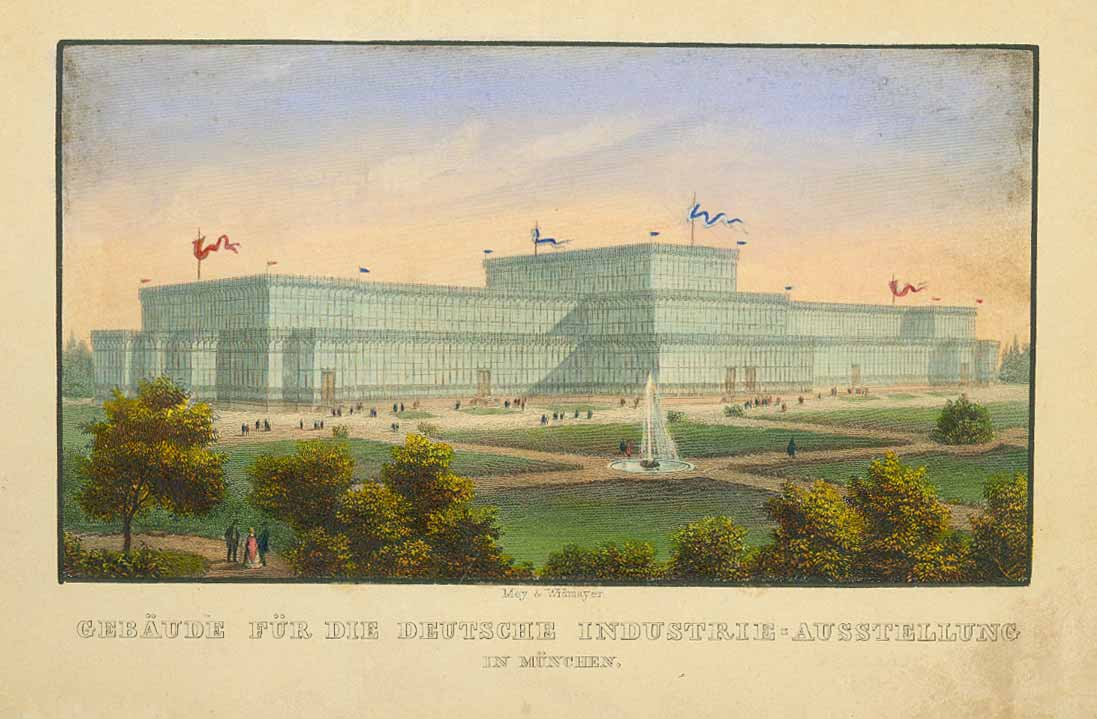
Münchner Glaspalast

Als alleiniger Eigentümer der Eisengießerei und Maschinenfabrik Klett & Comp. gelang es Cramer-Klett, Johann Ludwig Werder, einen Maschinenmeister der Königlich Bayerischen Staatseisenbahnen, als technischen Leiter zu gewinnen. Wegen seiner guten Kenntnisse im Waggonbau und der guten Verbindungen zur Eisenbahnbau-Kommission, war Werder ein guter Zugewinn für Cramer-Klett und nach Schließung des Königlichen Waggonbaus in der Lage, einen eigenen Waggonbau anzutreten.
Mit dem Jahr 1850, als die Bayerischen Staatsbahnen 150 Güterwagen bestellten, begann in der Cramer-Klett Fabrik, die Geschichte des MAN-Fahrzeugbaus. Drei Jahre später wurde mit der Bestellung von 830 Güterwägen der Österreichischen Staatsbahn das erste Exportgeschäft abgeschlossen. 1852 wurden auch Personenwagen für die Bayerische Staatsbahn gebaut. Schon bald erkannten Cramer-Klett und Werder, dass der Waggonbau eine Serienfertigung und damit Veränderungen in den Fertigungsmethoden der Fabrik erforderte. Werders Konstruktionen waren dem vorhandenen Material und den vorhandenen Maschinen angepasst, ansonsten konstruierte er auch die passenden Maschinen dazu. So hatte Werder angefangen die Zuglaschen durch Pressen herzustellen. Auch für die Massenfabrikation für Nieten, Schrauben und Muttern erfand er eine Maschine.

#### Beitrag am Brücken- und Eisenhochbau
Mit dem raschen Wandel beschäftigte die Klett'sche Fabrik 1857 insgesamt 2224 Arbeiter, wobei die handwerklichen Fähigkeiten wie Sattler, Schlosser und Wagner in den Hintergrund traten. Deswegen musste sich Cramer-Klett von der Nürnberger Innung vorwerfen lassen, er wolle die Handwerker um ihren Verdienst bringen. Neben den Dampfkraftmaschinen wurden auch Wasserräder und Turbinen für den Antrieb der Wasserkraftmaschinen von Mühlen gebaut. Brücken- und Eisenhochbau wurden im ersten Jahrzehnt der Cramer-Klettschen Geschäftsführung durch Werders hervorragende Arbeiten erledigt. So wurde 1851 und 1852 die Schrannenhalle, 1853 der Wintergarten an der königlichen Residenz in München und 1854 in 100 Tagen der Münchner Glaspalast errichtet.

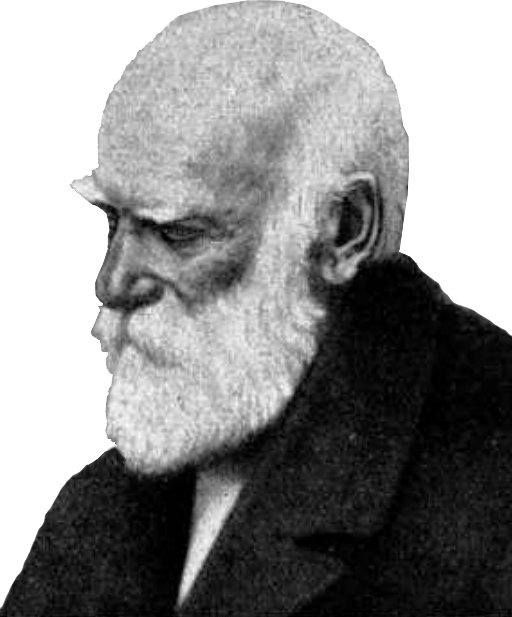
Heinrich Gerber

Im Februar 1857 erhielt die Klett'sche Fabrik den Auftrag, die eisernen Träger der Isarbrücke bei Großhesselohe zu errichten. Hierfür beauftragten Cramer-Klett und Werder den jungen Ingenieur Heinrich Gerber, welchen Werder zwei Jahre zuvor von der bayerischen Eisenbahnverwaltung abgeworben hatte. Mit dem Bau der Pfeiler und den Widerlagern wurde schon im Herbst 1851 begonnen. Am 3. Juli 1857 wurde der erste Spannbogen aufgesetzt, am 25. September wurde die Brücke der Belastungsprobe unterstellt und am 31. Oktober 1857 dem Verkehr übergeben. In den 1850er Jahren wurde ausschließlich Gusseisen auch im Hochbau verwendet, so lieferte Kletts Gießerei jährlich 45 bis 50.000 Zentner Maschinenguss. Erst in den 1860er Jahren fing man an, in Deutschland Profilstahl als Doppel-T- und U-Profil-Eisen in größerem Umfang herzustellen.

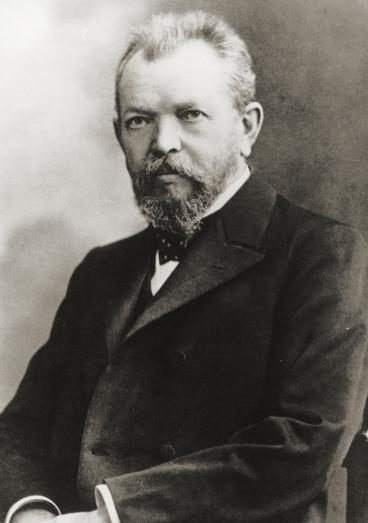
Anton von Rieppel

Nach erfolgreichem Bau der Isarbrücke erfolgte der Auftrag zum Bau der Mainzer Südbrücke, wofür Gerber in Gustavsburg eine Werkshalle errichtete. Die hier nahegelegene Bahn und der Hafen, erleichterte den Nürnbergern, die Maschinen anzuliefern. Drei Jahre nach Erteilung des Bauauftrags wurde die über 1000 Meter lange Brücke am 20. Dezember 1862 eröffnet. Nach diesem Auftrag wurde das Konstruktionsbüro für Brückenbau nach Nürnberg verlegt und Gerber arbeitete erneut in Nürnberg.
1860 versuchte Werder kalorische Maschinen zu bauen, die viel Aufsehen erregten, von denen zwei Varianten, ein und drei PS, bis Ende des Jahres 60 Stück gebaut wurden. Von 1863 bis 1876 wurden in der Klett'schen Fabrik elf große Kunst- und Dampfmühlen gebaut und 46 Pumpenwerke für Wasser- und Dampfbetrieb hergestellt. So wurde 1864/67 Nürnberg mit zwei liegenden doppelwirkenden Wasserpumpen der Klett'schen Fabrik aus dem Wasserwerk auf der Tulnau versorgt. Die 38 PS (28 kW) starken Maschinen pumpten das Wasser 142 Fuß (43,3 m) hoch in ein Hochreservoir auf dem “Frauenthorthurm”. Die Pumpen förderten 2000 Eimer Wasser in der Stunde.
1865 hatte Cramer-Klett, von dem Grundsatz ausgehend, seine tatkräftigen Mitarbeiter auch finanziell an der Entwicklung seines Unternehmens zu beteiligen, die Firma Klett & Co. in die Maschinen-Bau-Gesellschaft-Nürnberg Klett & Co. umgewandelt, wobei Werder als Teilhaber aufgenommen wurde. Ab 1866 entwickelte Johann Ludwig Werder auch Handfeuerwaffen, wie z. B. das Werder-Gewehr M/1869, Karabiner und Pistolen.

### Gründung derMaschinenbau-A.-G. Nürnberg
Da Cramer-Klett noch keine Erben hatte, entschied er, die Fabrik in eine Aktiengesellschaft umzuwandeln und so wurde in der Generalversammlung am 16. April 1873 die Gründung der Maschinenbau-A.-G. Nürnberg beschlossen. Das Grundkapital der Gesellschaft wurde auf 2,7 Mill. Mark festgesetzt und in 4500 Aktien eingeteilt. Da die Aktien nicht an die Börse gebracht wurden, behielt Cramer-Klett 3600 für sich, je 200 gab er an die Teilhaber Jean Kempf und J. L. Werder und die übrigen 500 Aktien schenkte er dem Geschäft nahestehenden Persönlichkeiten wie Beamten, Werkmeister, Vorarbeitern und älteren Arbeitern. So wurden insgesamt 380 Personen auch finanziell an der Entwicklung der Firma interessiert.
Wie sehr sich der Wagenbau entwickelte, ersieht man daran, dass 1872 4032 Bahnwagen gebaut wurden, von denen waren 488 Personen- und 3544 waren Güterwagen. Von 1870 bis 1874 wurden insgesamt 12.459 Bahnwagen geliefert. Auch die Gießerei entwickelte sich weiterhin gut. 1874 trat Anton Rieppel in die Münchner Süddeutsche Brückenbau-Aktiengesellschaft ein, welche zur Maschinenfabrik Nürnberg gehörte. Nachdem 1884 Theodor von Cramer-Klett und 1885 Johann Ludwig Werder starben, wurde Rieppel 1885 Direktor der Brückenbauanstalt Gustavsburg, 1889 Vorstandsmitglied der Maschinenbau AG Nürnberg und 1892 zum alleinigen Vorstand berufen. Unter seiner Führung wurde die Müngstener Brücke von 1894 bis 1897 errichtet. Anton Rieppel der Alleinvorstand des Unternehmens war, versuchte es auf Erfolgskurs zu halten, indem er die Stärkung des Maschinenbaus, der lange Jahre hinter dem Waggonbau zurückgestanden hatte, bevorzugte. Auch die Kesselschmiede, die sich anfangs im Nürnberger Werk befand, war inzwischen zu klein und wurde 1893 nach Gustavsburg verlegt. Das Versäumnis, das Werk in den letzten Jahren mit neueren Maschinen auszustatten, um sich dem Fortschritt der Technik anzupassen, erschwerte es Rieppel im Wettbewerb mit fortgeschritteneren Firmen.

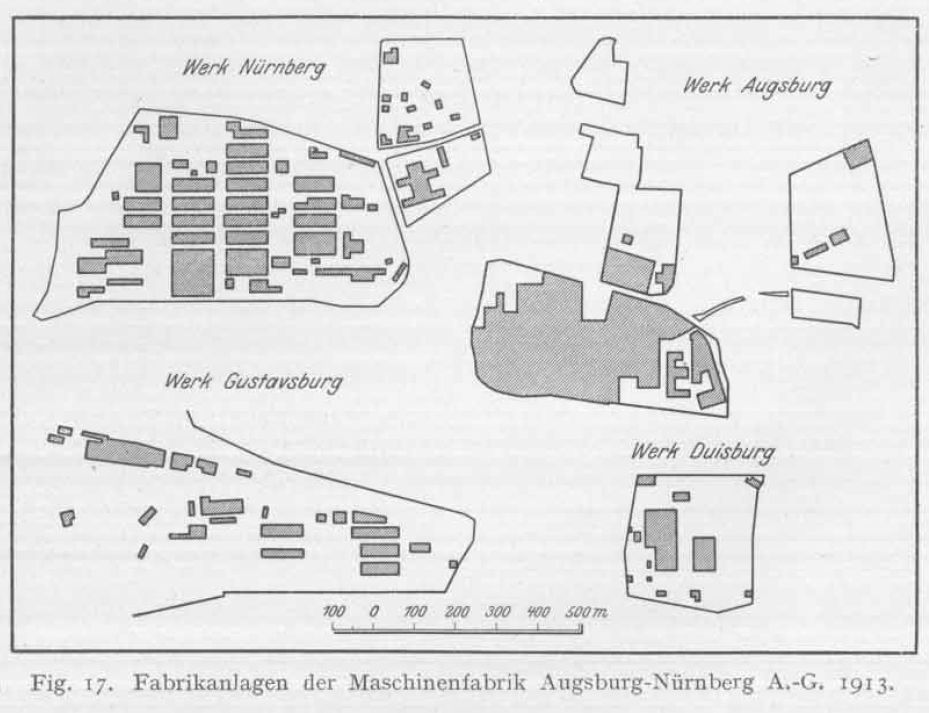
Fabrikanlagen in Deutschland der Maschinenanlagen Augsburg-Nürnberg A.-G. (1913)

Ende 1896, noch in der Zeit als die Müngstener Brücke im Aufbau war, traf Rieppel den Eisenbahnfachmann Adolf Klose und vereinbarte mit diesem den Bau von automobilen Personenwagen. Im Juli 1897 schloss Rieppel ein Lizenzabkommen mit der Maschinenfabrik Augsburg und dem Familienunternehmen Frid. Krupp über den Bau von Dieselmotoren ab. Da der Stammsitz in Wöhrd inzwischen zu klein war, entschied Rieppel, das alte Werk aufzugeben und ein neues am Stadtrand, bei Gibitzenhof – am heutigen Standort –, aufzubauen. Im Frühjahr 1897 wurde auf dem 36 Hektar großen Areal mit dem Bau der neuen Fabrik angefangen. 1901 war der Neubau mit 8,18 Hektar überbauter Fläche zu Gesamtkosten von rund 13 Mill. abgeschlossen. Gleichzeitig musste sich Rieppel überlegen, mit welchen Produkten er die Firma weiterhin wettbewerbsfähig halten könnte. Es drängte sich die Frage auf, ob die beiden bayerischen Maschinenfabriken, in Nürnberg und Augsburg, in Zusammenarbeit nicht erfolgreicher wären, als in Konkurrenz zu stehen. So schlossen 1898 Rieppel und Heinrich von Buz, der damalige Direktor der Maschinenfabrik Augsburg, die beiden Werke zur Vereinigte Maschinenfabrik Augsburg und Maschinenbaugesellschaft Nürnberg A.-G. zusammen.

### Fusion mit derMaschinenfabrik Augsburg

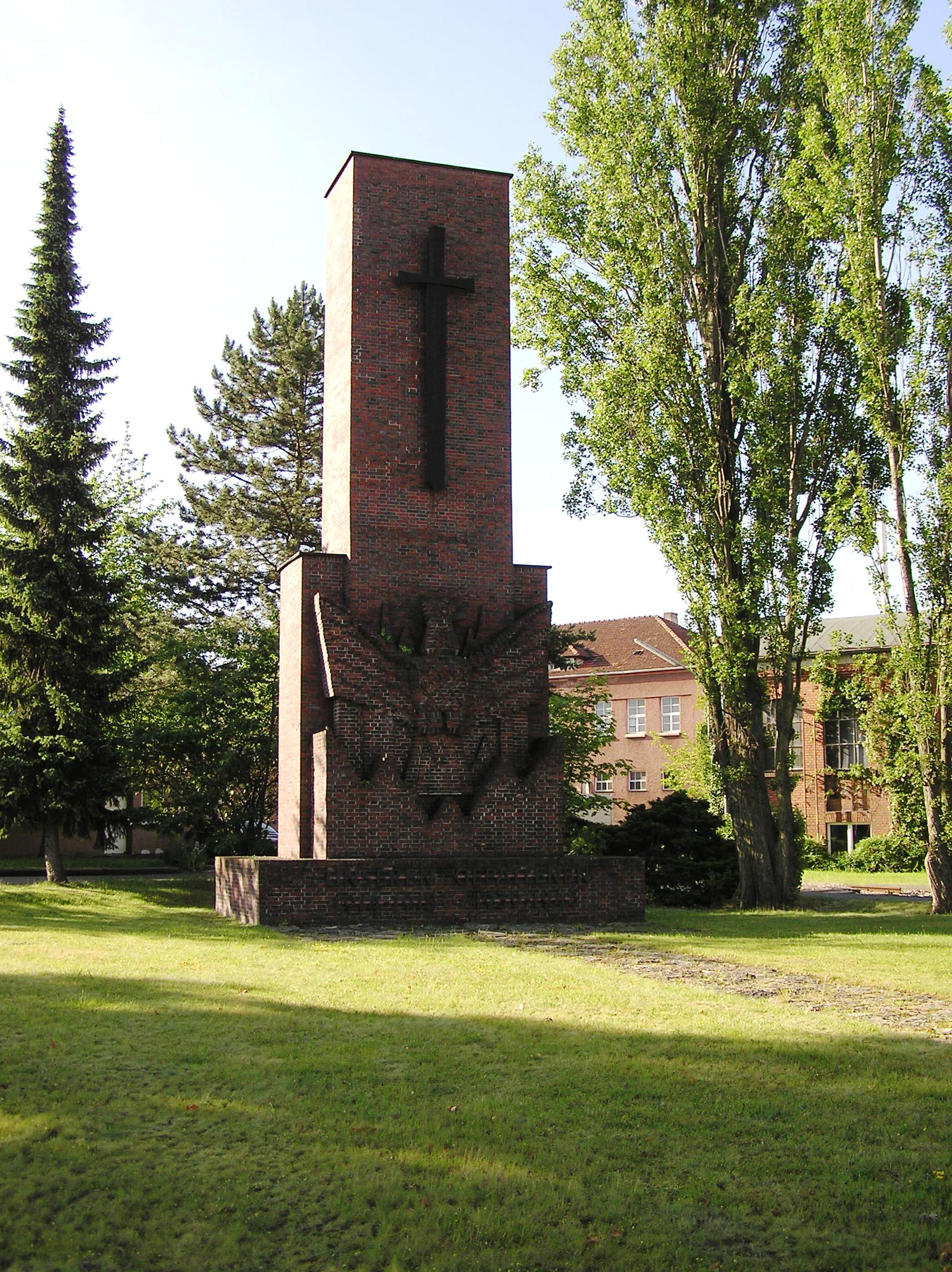
MAN-Kriegerdenkmal von Fritz Behn (1936)

Die 1898 neu gegründete Firma Vereinigte Maschinenfabrik Augsburg und Maschinenbaugesellschaft Nürnberg A.-G. unter Heinrich von Buz und Anton von Rieppel wurde nach einigen Jahren unter der kürzeren Bezeichnung Maschinenfabrik Augsburg-Nürnberg A. G. geführt. Das neue Firmenzeichen war M.A.N. Im Augsburger Werk waren der Facharbeiteranteil und die betrieblichen Sozialleistungen besser als in Nürnberg. Nach der Fusion wurde die soziale Fürsorge in der gesamten M.A.N. dem Augsburger Niveau angeglichen. In Nürnberg bestand seit 1890 eine Lehrlingsschule, in Augsburg seit 1892 eine Lehrlingswerkstatt. Mit der guten Erfahrung der Nürnberger Berufsschule im M.A.N. Werk, entschied sich Heinrich von Buz, auch in Augsburg eine derartige Einrichtung zu schaffen. Die Lehrlinge wurden hier in Recht, Buchführung, Gewerbekunde, Physik und Rechnen, sowie in Zeichnen und Modellieren unterrichtet.
Mit der Erfindung des Dieselmotors nach 1893 durch Rudolf Diesel und dessen erstmaligen Aufbaus in der Maschinenfabrik Augsburg, stand nun im Mittelpunkt dessen technische Entwicklung in beiden Werken. In Augsburg setzte man auf die Viertakt-Dieselmotoren, in Nürnberg auf die Zweitaktvariante. Da das Reichsmarineamt aber eher die Zweitaktmotoren bevorzugte, war Nürnberg hier im Vorteil und so konnte das Werk 1910 eine Kooperation mit der Hamburger Werft Blohm & Voss eingehen. Während beim Schiffsdiesel die M.A.N. Fortschritte machte, konnte sie damals keine leichteren Motoren für Straßen- und Schienenfahrzeuge entwickeln.
1900 kam es im Nürnberger Werk zu einem dreimonatigen Arbeitsstreik, wobei 65 Former für einen Mindestlohn und eine kürzere Arbeitszeit kämpften. Ihre Augsburger Kollegen schlossen sich jedoch diesem Streik nicht an, sodass die Nürnberger keinen Erfolg hatten. Rieppel, der auch Vorsitzender des Industriellenverbandes war, hatte 1892 die Errichtung eines Arbeitsausschusses im Stammwerk zugesagt. Im Frühjahr 1905 versuchte der Arbeiterausschuss im Nürnberger Werk vergeblich, einen Arbeitskampf zu verhindern, obwohl die Werksleitung unter Gottlieb Lippart eine 58-stündige Arbeitszeit angekündigt hatte. Werksdirektor Lippart berichtete an Rieppel ...der gegner mit dem sie es zu tun hätten, ein hartnäckiger sei. Am 20. Mai konnte Lippart beobachten, wie die Arbeiter morgens zum Teil militärisch geordnet aus dem Werk abzogen. Bei dem Streik beteiligten sich nach Angaben der Nürnberger Behörden 1668 Arbeiter. Nach Intervention der bayerischen Staatsregierung konnte der Streik beigelegt werden und in Nürnberg blieb die Arbeitszeit bei 58 Stunden.
In Nürnberg wurden weiterhin die Steuerungsteile bearbeitet und nach Duisburg, wo die Rahmen und Zylinder für die Großmaschinen gebaut wurden, verschickt. In den etwa 70 Jahren seit Gründung der kleinen bescheidenen Maschinenfabrik durch Johann Friedrich Klett, war inzwischen ein großes Unternehmen mit den Standorten in Nürnberg, Augsburg, Gustavsburg und Duisburg entstanden. Nachdem am 1. Juli 1913 der 80-jährige Heinrich von Buz aus der Leitung des Augsburger Werks ausschied, war Anton von Rieppel bis zu seinem 68ten Lebensjahr 1920 alleiniger Generaldirektor der M.A.N. Werke.
| Jahr      | Beschäftigte in den Werken | Beschäftigte in den Werken | Beschäftigte in den Werken | Umsatz nach Werken in Tausend Mark | Umsatz nach Werken in Tausend Mark |
| --------- | -------------------------- | -------------------------- | -------------------------- | ---------------------------------- | ---------------------------------- |
| Jahr      | Augsburg                   | Nürnberg                   | Gustavsburg                | Augsburg                           | Nürnberg und Gustavsburg           |
| 1899/1900 | 2.977                      | 3.473                      | 1.277                      | 9.353                              | 21.315                             |
| 1903/1904 | 2.744                      | 2.507                      | 1.214                      | 10.167                             | 23.719                             |
| 1906/1907 | 3.299                      | 4.499                      | 1.605                      | 13.496                             | 35.860                             |
| 1909/1910 | 3.154                      | 3.875                      | 1.451                      | 12.525                             | 39.457                             |
| 1912/1913 | 4.798                      | 5.486                      | 2.011                      | 21.204                             | 78.099                             |
| 1913/1914 | 3.926                      | 4.993                      | 3.104                      | 18.148                             | 63.992                             |

### Werk Nürnberg zu Beginn des Ersten Weltkriegs
Während der Mobilmachung 1914 im Ersten Weltkrieg wurden auch von den M.A.N. Mitarbeitern mehrere Tausend zum Militär eingezogen. Nach Beginn des Krieges musste die M.A.N. alle ihre Fertigungen bis dahin reduzieren, auf Rüstungsgüter umstellen und wurde so zum wichtigsten Rüstungsunternehmen Süddeutschlands. Nebenbei stellten die Werke auch Prothesen für die Kriegsgeschädigten her. In Nürnberg wurde eine Übungswerkstätte für Kriegsinvalide errichtet. Der Umsatz der M.A.N. vervierfachte sich während des Krieges von 58 Mill. Mark auf 232 Mill. Mark, was aber auch mit dem Beginn der Inflation zusammenhing.
Während des Kriegsverlaufes wurden von der M.A.N. über 18.000 Arbeiter und Angestellte einberufen, von denen etwa 600 auf den Schlachtfeldern starben. Obwohl so viele Beschäftigte einberufen wurden, hatte die M.A.N. im letzten Kriegsjahr doppelt so viel Beschäftigte wie vor Kriegsbeginn (24.468). Das Nürnberger Werk stellte im Januar 1915 die ersten 118 Arbeiterinnen unter Vertrag, 1917 stieg deren Anzahl auf etwa 2200. Die meisten Frauen waren über 30 Jahre alt und wurden vor allem in der Zünder- und der Granatenherstellung, aber auch in der Gießerei, der Kernmacherei und der Modellschreinerei, mit durchweg positiven Ergebnissen eingesetzt. Weitere Arbeitskräfte waren in der M.A.N. seit 1915 auch Kriegsgefangene, vor allem in den Werken Nürnberg und Gustavsburg.

### Fusion mitFranz Saurer & Söhne
Schon im Januar 1915 notierte Rieppel: „Den Lastautobau habe ich vor Jahren angeregt, aber keine Gegenliebe gefunden“ – offenbar gab es Gegner im Aufsichtsrat oder im Vorstand. Nachdem der Bau der Flugzeugmotoren für die Albatros-Flugzeuge unter Lizenz in Nürnberg gescheitert war, beschloss der Vorstand, auch auf Drängen der Heeresverwaltung, den Lastwagenbau aufzunehmen. Anton von Rieppel begann, getreu seinem Motto „die M.A.N. müsse auf Räder gestellt werden“, mehrere Verhandlungen mit der Schweizer Adolph Saurer AG. Rieppel plante, von den Schweizern eine Lizenz für den Bau von Kraftwagen zu erwerben, jedoch wollte Adolph Saurer eine Kooperation mit Mitbestimmungsrecht. So begann am 12. Juli 1915 mit der Gründung der M.A.N.-Saurer Lastwagen GmbH, mit Sitz in Nürnberg, die Geschichte der M.A.N.-Nutzfahrzeuge. Zuerst wurden die Lastwagen im deutschen Saurer-Werk in Lindau am Bodensee gebaut, und ab November 1915 wurde mit einem Meister und 40 Arbeitern die Fertigung der Lastwagen im Nürnberger Werk begonnen. Im ersten Geschäftsjahr bauten die beiden Schwesterfirmen 123 Lastwagen, fünf davon in Nürnberg.

### Lastwagenbau in Nürnberg
Ende 1916, nachdem die Produktionsanlagen für den Lastwagenbau im Nürnberger Werk fertig aufgebaut waren, wurde die gesamte Produktion hierhin verlegt, wonach das Saurer-Werk in Lindau geschlossen wurde. Die ersten M.A.N.-Saurer Lastwagen waren mit einem 37 PS (27 kW) starken Ottomotor ausgestattet und hatten eine Tragfähigkeit von 4 bis 5 Tonnen. Die Motoren und die Fahrgestelle wurden vom Saurer Werk aus Arbon geliefert. Die Heeresverwaltung drängte auf belastbarere Lastwagen, und so musste M.A.N.-Saurer einen 4-Tonnen-Kettenwagen entwickeln, der erst 1917 gebaut wurde. Der Erste Weltkrieg dauerte aber länger als der M.A.N.-Vorstand erwartet hatte und so wurden an Stelle von Lastwagen Militärfahrzeuge gebaut. Bis Mitte 1918 stellte M.A.N.-Saurer 656 Lastwagen her.
Die Dauer des Krieges führte zu Problemen zwischen M.A.N. und Saurer. Die Lieferungen über die Grenze wurden durch die Währungsschwankungen und den Handelsbeschränkungen für beide Seiten erschwert. Otto Gertung (1871–1929), in Funktion des zuständigen Vorstandsmitglieds für den Lastwagenbau, schlug im August 1917 vor, den Vertrag mit Saurer in einen Lizenzverhältnis umzuwandeln. auch von Seiten der Heeresverwaltung wurde das der M.A.N. nahegelegt. Beide Werke einigten sich, und am 1. Juli 1918 zog sich Saurer aus Nürnberg zurück. Wenige Tage nach Ende des Ersten Weltkrieges, am 18. November 1918, teilte M.A.N. die Umbenennung in M.A.N.-Lastwagenwerke mit.

### M.A.N.-Lastwagenwerkenach dem Ersten Weltkrieg

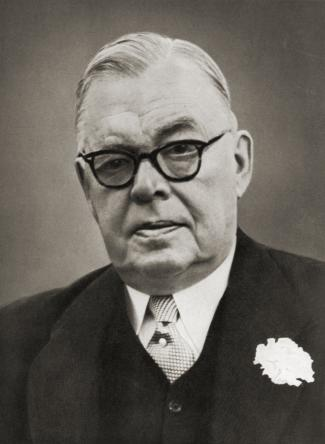
Otto Meyer

Nach Kriegsende musste die M.A.N. ihre umfangreiche Rüstungsproduktion umstellen und neben dem Lastwagenbau auch andere Fertigungen aufnehmen. Schon im April 1918 hatte der Vorstand beschlossen, nach Kriegsende in Nürnberg Lokomotiven zu bauen. Die M.A.N. wollte den Lokomotivbau von Krauß & Comp übernehmen und nach Nürnberg verlegen, was aber nach einigen Verhandlungen nicht zu Stande kam. Mit dem Wegfall der Heeresaufträge geriet die M.A.N. in finanzielle Schieflage, sodass die Bankschulden höher als das Eigenkapital waren. In dieser Situation schlug 1919 der Vorstand eine Anlehnung an die Gutehoffnungshütte (GHH) in Oberhausen vor, was Anton von Rieppel aus persönlichen Gründen ablehnte. Paul Reusch, Vorstandsvorsitzender der GHH, war mit Theodor von Cramer-Klett junior, dem Aufsichtsratsvorsitzenden der M.A.N., bekannt und ohne Wissen des Vorstands und des erkrankten Generaldirektors Rieppel, verhandelte Cramer-Klett junior die Beteiligung der GHH an der M.A.N. im September 1920 aus. Rieppel fühlte sich daraufhin hintergangen und reichte seinen Rücktritt Ende 1920 ein.
Durch die Eingliederung der M.A.N. in den GHH-Konzern hatte sie einen sicheren Rückhalt, das wirtschaftliche Umfeld wurde dadurch aber nicht besser. So drängte Reusch auch bei M.A.N. auf Einsparungen und organisatorische Verbesserungen. Diese Aufgaben wurden von Reusch an Otto Meyer übertragen, der die Produktion effizienter und rentabler machen sollte. Beide hielten am historisch gewachsenen Fertigungsprogramm der M.A.N. fest, sodass auch weiterhin im Nürnberger Werk Kräne, Waggons und Lastwagen gebaut wurden. In Augsburg wurden weiterhin Dieselmotoren, Kältemaschinen und Druckmaschinen und in Gustavsburg Stahlkonstruktionen und Gasbehälter hergestellt.
| Jahr      | Umsatz der M.A.N. nach Werken, in Tausend RM | Umsatz der M.A.N. nach Werken, in Tausend RM | Umsatz der M.A.N. nach Werken, in Tausend RM | Umsatz der M.A.N. nach Werken, in Tausend RM |
| --------- | -------------------------------------------- | -------------------------------------------- | -------------------------------------------- | -------------------------------------------- |
| Jahr      | Augsburg                                     | Nürnberg                                     | Gustavsburg                                  | M.A.N. gesamt                                |
| 1924/1925 | 30.064                                       | 32.579                                       | 17.193                                       | 79.836                                       |
| 1926/1927 | 26.766                                       | 42.947                                       | 18.282                                       | 87.995                                       |
| 1928/1929 | 47.332                                       | 54.014                                       | 35.109                                       | 126.455                                      |
| 1929/1930 | 52.437                                       | 53.680                                       | 23.096                                       | 126.213                                      |
| 1930/1931 | 46.054                                       | 48.099                                       | 22.012                                       | 116.165                                      |
| 1931/1932 | 30.237                                       | 21.505                                       | 10.846                                       | 62.589                                       |
| 1932/1933 | 18.980                                       | 15.893                                       | 13.294                                       | 48.167                                       |

Während in Augsburg immer leistungsfähigere Dieselmotoren für Lokomotiven und Triebwagen gebaut wurden, wurden in Nürnberg die Triebwagen, Straßenbahnwagen und die Eisenbahnwaggons gebaut. Der Lastwagenbau in Nürnberg, den die M.A.N. in Kooperation mit Saurer 1915 angefangen hatte, wurde immer erfolgreicher, Anfang der 1920er Jahre erwies sich allerdings, dass die Saurer Konstruktionen den Anforderungen nicht ausreichten. Schon nach Kriegsende wurde unter Rieppel die Entwicklung eines Fahrzeug-Dieselmotors wieder aufgenommen. Ursprünglich war sich der Vorstand nicht sicher, ob die Dieselmotoren für den Antrieb der Lastwagen geeignet sind. Rieppel hatte zum damaligen Zeitpunkt ein Expertengutachten zum Dieselmotor, als Antrieb für Lastwagen, eingeholt, was bestätigte, dass „der Dieselmotor als schnelllaufender Lastwagenmotor sei nicht nur möglich, sondern auch mit Nutzen verwendbar“.

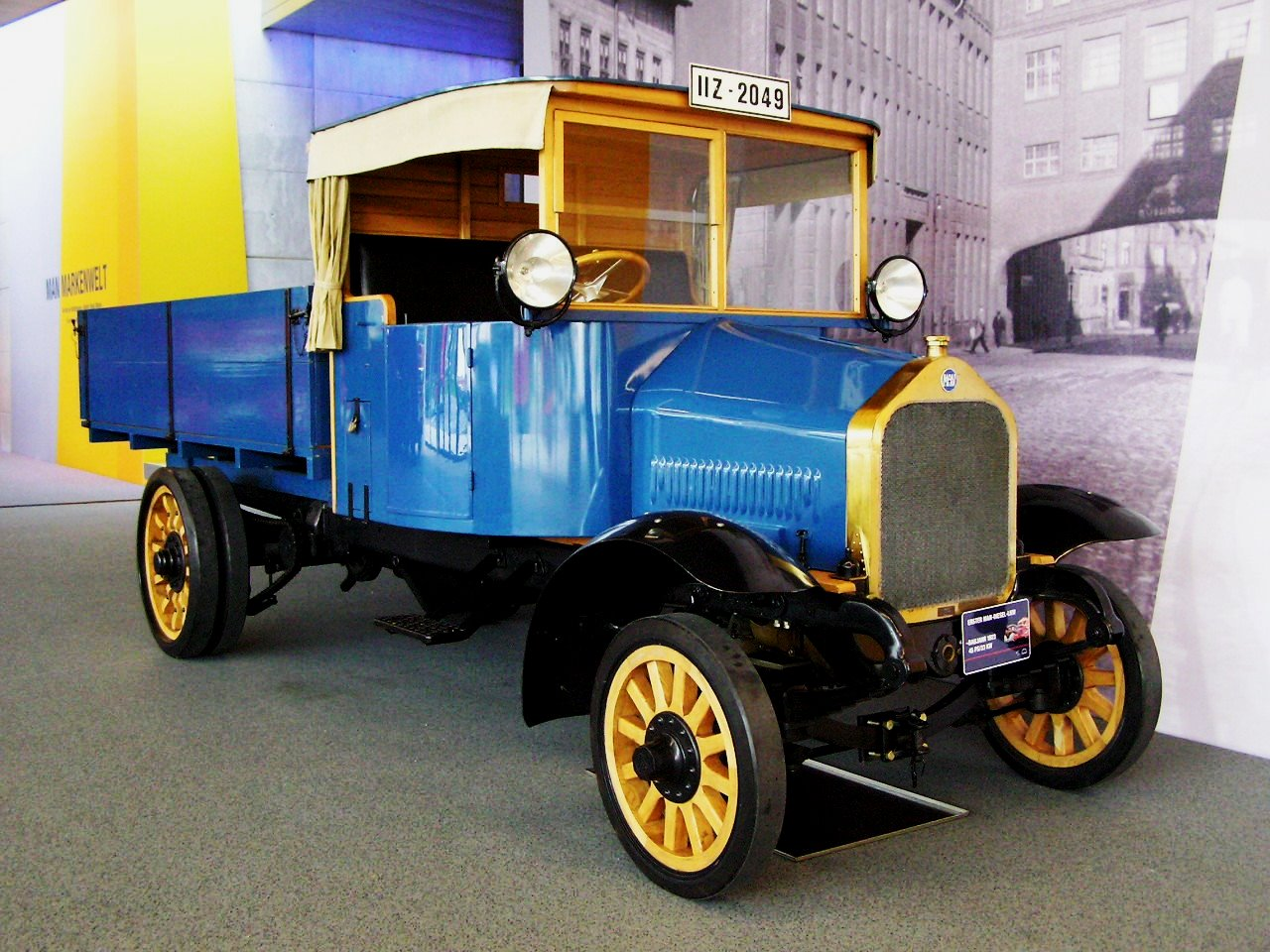
MAN Lkw 1923-45PS

Während der Lkw-Dieselmotor weiterentwickelt wurde, wurden die Lastwagen in Nürnberg mit Ottomotoren und Konstruktionen von Saurer gebaut. Nachdem 1921 das gemeinsame Unternehmen mit Saurer gekündigt wurde, wurde der Lastwagenbau in Nürnberg am 1. Juli 1921 eine Werksabteilung der M.A.N., baute aber nur eine bescheidene Stückzahl an Lastwagen. Die höchste Jahresproduktion bis dahin war 1921 mit 370 Nutzfahrzeugen. Zusätzlich wurden auch Motorpflüge gebaut, welche 1921 die Auszeichnung der deutschen Landwirtschaftsgesellschaft erhielten. Nach drei Jahren wurde diese Produktion eingestellt, um sich auf den Lkw-Bau zu konzentrieren. Ein großes Aufsehen erregte 1922 der Reisebus mit offenem Aussichtswagen auf Lkw-Fahrgestell und zwei Jahre später bauten die Nürnberger auch Busse mit Niederrahmenchassis.

### Der Lkw-Dieselmotor in Nürnberg
Die Entwicklung des Dieselmotors für Lastwagen ging im Nürnberger Werk weiter, er musste kleiner und leichter als ein Schiffsdiesel- oder Industriedieselmotor sein. Im März 1922 reagierte die M.A.N. auf die Konkurrenz und versuchte im Nürnberger Werk einen Viertaktmotor zum Laufen zu bringen, was erst in Augsburg mit einem umgebauten Ottomotor gelang. Am 15. Dezember 1923 gelang es den Augsburgern einen Vierzylinder-Fahrzeug-Dieselmotor mit 10 PS (7,5 kW) bei 700/min in Betrieb zu nehmen. Am 13. März 1924 fuhr der erste Diesellastwagen der M.A.N. mit Kettenantrieb von Augsburg nach Nürnberg die 155 km in fünfeinhalb Stunden. Das Fahrzeug blieb in Nürnberg, da für Erprobungen der Lastwagenbau und nicht der Dieselmotorenbau zuständig war. Imanuel Lauster, damaliges Vorstandsmitglied der M.A.N., drängte den neuen Motor auf den Markt zu bringen. Der neue Dieselmotor musste sich eng an den Ottomotor anlehnen, damit man, falls er keinen Erfolg haben sollte, den Vergasermotor erneut in die Fahrzeuge einbauen konnte. In Nürnberg erprobte man den Motor zuerst in einem Motorpflug, wonach er in kleiner Serie gebaut wurde.
Im Dezember 1924 auf der Automobilausstellung in Berlin, präsentierte außer Benz & Cie. die M.A.N. ihren ersten Diesel-Lastwagen. Die ersten Monate im Jahr 1925 war das Fahrzeug in Nürnberg immer noch im Vorführstadium, doch Otto Meyer forcierte einen 5-Tonnen-Lastwagenbau mit einem 55-PS-Dieselmotor (40 kW). Der erste Diesel-Lastwagen wurde am 11. November 1925 an die Brauerei Zum Hasen in Augsburg verkauft. Das zweite Fahrzeug ging an die Brauerei Bremme in Wuppertal, war bis 1954 in Betrieb und fuhr über 600.000 km. Das dritte Fahrzeug soll an einen Kunden nach Havanna gegangen sein.
Über den Fahrzeug-Dieselmotor mit Direkteinspritzung sagte Meyer: „… für die weitere Entwicklung des deutschen Fahrzeugdiesel – man kann sagen des Fahrzeugdieselmotors der Welt – grundlegend geworden ist.“ Und seiner Meinung nach war die M.A.N. „vielleicht die erste Firma, die den Gesichtspunkt herausstellte: nicht die PS-Zahl ist für den Schwerlastwagen entscheidend, sondern das Drehmoment.“ Trotz des geringeren Kraftstoffverbrauchs – nur ein Drittel des Verbrauchs des Benzinmotors –, setzte sich der Dieselmotor erst nach einiger Zeit durch. Die ersten in Serie gebauten Diesel-Lkw waren 3,5 t- und 5 t-Fahrzeuge mit 55 PS (40 kW). 1927 wurden 10 t-Lkw mit einem 150-PS-Ottomotor (110 kW) und erst Ende 1928 waren 12 % der M.A.N.-Lastwagen mit Dieselmotoren ausgerüstet. Trotzdem sahen die Nürnberger Konstrukteure im Dieselantrieb die Zukunft und konstruierten einen 100 PS (74 kW) starken Sechszylindermotor mit der Typenbezeichnung „S 1 H 6“, der 1932 auf den Markt kam und als „stärkster Diesel-Lastwagen der Welt“ präsentiert wurde. Die M.A.N.-Omnibusse wurden seit etwa 1930 nur mit Dieselmotoren; 1933 wurden 95 % der Lastwagen mit Dieselmotoren ausgeliefert.

### M.A.N.-LastwagenbauNürnberg in der Weltwirtschaftskrise

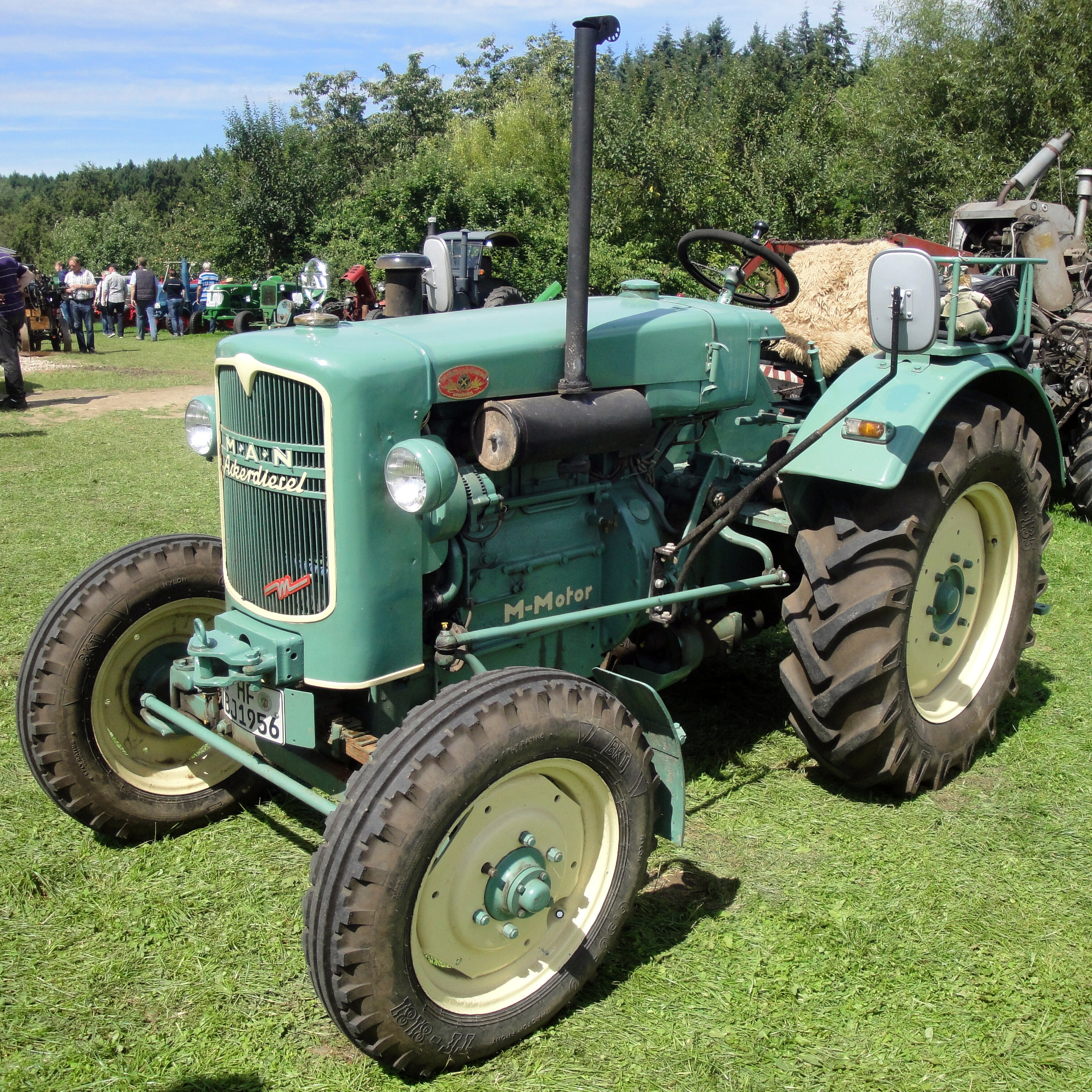
MAN A 32 HO

Zur Zeit der Weltwirtschaftskrise, Ende der 1920er Jahre, erzielte der Lastwagenbau nur bescheidene Umsätze. Trotz der höchsten Produktion 1927 war man von einer rentablen Produktion weit entfernt. 1928 bemängelte Ludwig Endres, der M.A.N.-Finanzchef, am Lastwagenbau: „Es ist uns trotz aller Bemühungen und Anstrengungen bisher nicht möglich gewesen, aus den Verlusten herauszukommen.“ Der Lastwagenbau verursachte der M.A.N. im Jahr 1927/28 einen Verlust von 2,3 Mio. Reichsmark (RM), im Folgejahr 2,8 Mio. RM. Die Aufträge der Reichsbahn waren 1931 nur noch ein Drittel im Vergleich zu denen von 1929, und auch der Turbinen- und der Kranbau gingen in Nürnberg zurück. Aufgrund der Krise hatten die MAN-Vorstandsmitglieder im Sommer 1931 eine Kürzung ihrer Bezüge um 15 % beschlossen, wonach im Frühjahr Immanuel Lauster eine weitere Kürzung um 10 % vorschlug. So erhielt Otto Meyer, der damalige Werksleiter in Nürnberg, einschließlich der Tantiemen immer noch 31.500 Reichsmark im Jahr und eine gestellte Wohnung.
| Gelieferte MAN-Lastwagen und Omnibusse 1920–1932 | Gelieferte MAN-Lastwagen und Omnibusse 1920–1932 | Gelieferte MAN-Lastwagen und Omnibusse 1920–1932 | Gelieferte MAN-Lastwagen und Omnibusse 1920–1932 | Gelieferte MAN-Lastwagen und Omnibusse 1920–1932 | Gelieferte MAN-Lastwagen und Omnibusse 1920–1932 | Gelieferte MAN-Lastwagen und Omnibusse 1920–1932 | Gelieferte MAN-Lastwagen und Omnibusse 1920–1932 | Gelieferte MAN-Lastwagen und Omnibusse 1920–1932 | Gelieferte MAN-Lastwagen und Omnibusse 1920–1932 | Gelieferte MAN-Lastwagen und Omnibusse 1920–1932 | Gelieferte MAN-Lastwagen und Omnibusse 1920–1932 | Gelieferte MAN-Lastwagen und Omnibusse 1920–1932 | Gelieferte MAN-Lastwagen und Omnibusse 1920–1932 |
| ------------------------------------------------ | ------------------------------------------------ | ------------------------------------------------ | ------------------------------------------------ | ------------------------------------------------ | ------------------------------------------------ | ------------------------------------------------ | ------------------------------------------------ | ------------------------------------------------ | ------------------------------------------------ | ------------------------------------------------ | ------------------------------------------------ | ------------------------------------------------ | ------------------------------------------------ |
| 1920                                             | 1921                                             | 1922                                             | 1923                                             | 1924                                             | 1925                                             | 1926                                             | 1927                                             | 1928                                             | 1929                                             | 1930                                             | 1931                                             | 1932                                             |                                                  |
| 199                                              | 370                                              | 247                                              | 298                                              | 308                                              | 635                                              | 524                                              | 805                                              | 776                                              | 776                                              | 440                                              | 184                                              | 118                                              |                                                  |

Anfang 1932 drohte durch die Weltwirtschaftskrise dem Nürnberger M.A.N.-Werk das aus, doch Otto Meyer erreichte Mitte Dezember 1932 beim Vorstand die Genehmigung zum Bau von 50 Dreitonner-Lkw. Daraufhin modernisierte er die Fahrgestellmontage der Lastwagenproduktion und brachte auch einen Fünftonner als Standardmodell heraus, der den M.A.N.-Lastwagenbau wieder auf den Markt brachte. Als 1933 die Kraftwagensteuer für Neuwagen entfiel, kam das Lastwagengeschäft in Schwung und so bemühte sich die M.A.N., eine günstige Ausgangsposition im Rüstungsgeschäft zu sichern.

### Die M.A.N. in Nürnberg von 1933–1939
Da in Augsburg die Marinemotoren für Kriegsschiffe gebaut wurden, entschied man sich in Nürnberg für den Panzerbau, der bis 1937 unter fünf Prozent des Umsatzes ausmachte. Trotz Beteiligung der M.A.N. in der Rüstungsindustrie war bis Kriegsbeginn kein Führungsmitglied in der NSDAP, so unterschied sich die M.A.N. von den meisten Großunternehmen im Dritten Reich. Otto Meyer der 1935 die Gesamtleitung der M.A.N. erhielt, wurde wegen der kriegswirtschaftlichen Bedeutung der M.A.N. zum Wehrwirtschaftsführer ernannt, nahm die Auszeichnung aber nicht an. Julius Streicher, der das Wochenblatt Der Stürmer betrieb, konnte es nicht leiden, dass der Leiter des größten Werks Nürnbergs mit einer Jüdin verheiratet war. Zum Eklat kam es, als die M.A.N. in Nürnberg, auf Anweisung Paul Reuschs, nicht bereit war, Streichers Hetzblatt für die Mitarbeiter zu abonnieren. Der Vorstand begründete das mit dem Vorwand, als Druckmaschinenhersteller könne man keine Zeitung bevorzugen. 1935 übertrug Reusch die Gesamtleitung der M.A.N. an Meyer, stärkte diesem dadurch den Rücken gegen Streichers Anfeindungen und ermöglichte es ihm, aus Nürnberg wegzuziehen. Die M.A.N. in Nürnberg war auch weiterhin nicht auf Parteilinie der NSDAP, und so hielt das Werk auch am jüdischen Leiter der Patentabteilung Max Offenbacher fest. Bis zur Pogromnacht im September 1938 war Offenbacher im Nürnberger Werk tätig, danach erschien er nicht mehr zur Arbeit. Mit ihrer Haltung gegenüber der NSDAP unterschied sich die M.A.N. Nürnberg von andern Unternehmen in der Stadt der Reichsparteitage deutlich.

### M.A.N.-Werk Nürnberg im Zweiten Weltkrieg

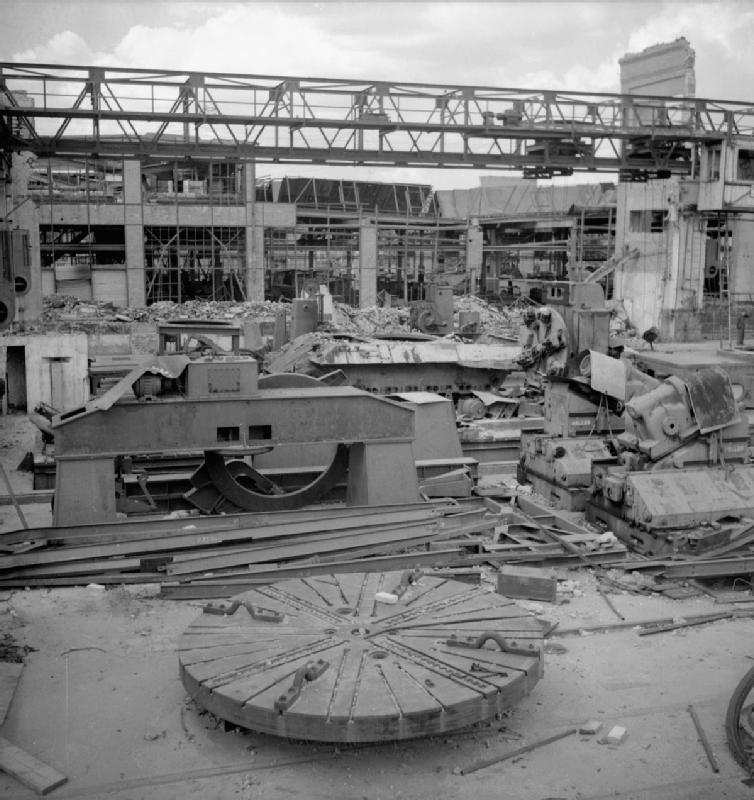
Kriegsschäden am Nürnberger MAN-Werk

Die Panzerproduktion stieg in Nürnberg zwischen 1936 und 1938 stetig an, sodass das Werk in der Zeit einen Umsatz von über 600 % hatte. Mit Beginn des Zweiten Weltkriegs wurden im Nürnberger Werk Geschosse und etwa 260 Kampfpanzer gebaut. Mit Blick auf die Nachkriegszeit wollte der Vorstand aber an der Lkw-Produktion festhalten, was aber bei den Berliner Rüstungsplanern keine Priorität hatte. Da der Lastwagenbau für die Kriegswirtschaft nur zweitrangig war, verordnete der Generalbevollmächtigte fürs Kraftfahrwesen Adolf von Schell in seinem Schell-Plan die Zahl der Typen zu reduzieren. Freiwillig reduzierte der Vorstand die Typenanzahl von 130 auf 50. Schell hingegen entschied aber, dass Ende Januar 1940 der Bau aller Fahrzeugtypen auslaufen solle, was das wirtschaftliche Ende des Nürnberger Werks bedeutet hätte. Vertreter des M.A.N.-Lastwagenbaus wiesen jedoch darauf hin, dass die M.A.N. im Ersten Weltkrieg auf Drängen des Militärs den Bau der Lastwagen aufgenommen hatte. Ein großer Teil der Nürnberger Beschäftigten hing vom Lastwagenbau und dessen Umsatz ab. 1938 entfiel 20 % des Erlöses der M.A.N. auf den Lkw-Bau. So verwahrte sich, auf Bitten des Unternehmens, der damalige Oberbürgermeister Nürnbergs Willy Liebel an den Staatssekretär Paul Körner gegen eine „empfindliche Schädigung der Nürnberger Wirtschaft“. Die Beschränkung wurde noch vorher aufgehoben und dem Werk wurde der Bau von 100 Dreitonner-Lkw genehmigt. Auch die Fertigung von 4-Tonnern, der gemeinsam mit der österreichischen Tochtergesellschaft ÖAF gefertigt werden sollte, wurde genehmigt.
Die Einschränkung des Lkw-Baus bei M.A.N.-Nürnberg führte nicht unmittelbar zu einem Ausbau der Waffen- und Panzerproduktion. 1940 wurden 178 Kampfpanzer hergestellt, danach sollte die Produktion auf 70 Panzer monatlich erhöht werden. Die sich anhäufenden Probleme in der Rüstungsproduktion, konnte der technische Leiter im Rüstungsministerium Karl-Otto Saur auch durch ein rigides Durchgreifen gegenüber der Industrie nicht lösen, sodass er die Schuld auf die Unternehmen schob, auch auf die M.A.N., auf die er sich schon seit längerem eingeschossen hatte. Ende 1942 wurden in Nürnberg die ersten Kampfpanzer des Typ Panther gefertigt. Die Panther-Produktion stieg von 328 Stück im Jahr 1942 auf 549 Stück im Jahr 1943. Insgesamt wurden bis 1945 etwa 2000 Panzer im Nürnberger Werk gebaut. Da die M.A.N. unbedingt vermeiden wollte, dass der Lastwagenbau eingestellt wird, stieg der Lkw-Bau in Nürnberg erneut an. In den Jahren 1941/42 wurden 1085 und 1942/43 1719 Lastwagen gefertigt.
Ab September 1943 wurden im Nürnberger M.A.N.-Werk auf Anordnung Saurs keine Waggons und einige Monate später keine Lastwagen mehr gebaut. Ab Januar 1944 durften die Nürnberger nur noch Ersatzteile liefern oder Reparaturen durchführen. Bei einem Luftangriff am 3. Oktober 1944 wurde der Lastwagenbau fast vollständig zerstört, wonach die Wiener Tochtergesellschaft ÖAF die noch brauchbaren Materialien aus Nürnberg zu Ende führen sollte. Insgesamt erlitt das Nürnberger Werk die höchsten Kriegsschäden im Vergleich zu seinen Schwesterbetrieben in Augsburg und Gustavsburg. Nach Kriegsende schätzte der Vorstand den Schaden in Nürnberg auf etwa 75 Mio. RM.

### Zwangsarbeit von Kriegsgefangenen und ausländischen Zivilarbeiter
Wie bei der Gutehoffnungshütte (GHH) in Oberhausen im November 1939, kamen Ende 1940 auch im M.A.N.-Werk in Nürnberg 424 Kriegsgefangene zum Zwangsarbeitereinsatz, der 1942 massiv anstieg. 1944 waren im Nürnberger M.A.N.-Werk Arbeiter aus 25 Ländern beschäftigt.
| Jahr      | Zwangsarbeiter in der M.A.N. nach Werken | Zwangsarbeiter in der M.A.N. nach Werken | Zwangsarbeiter in der M.A.N. nach Werken | Beschäftigte insgesamt (Anteil Zwangsarbeiter) |
| --------- | ---------------------------------------- | ---------------------------------------- | ---------------------------------------- | ---------------------------------------------- |
| Jahr      | Augsburg                                 | Nürnberg                                 | Gustavsburg                              | Beschäftigte insgesamt (Anteil Zwangsarbeiter) |
| 1940      | 400 (4,5 %)                              | 424 (4,9 %)                              | 150 (k. A.)                              | 22.302 (3,1 %)                                 |
| 1941      | 728 (7,9 %)                              | 1.209 (13,2 %)                           | 787 (k. A.)                              | 23.694 (4,2 %)                                 |
| 1942      | 2.047 (22,7 %)                           | 3.599 (36,4 %)                           | 2.460 (k. A.)                            | 24.449 (7,6 %)                                 |
| 1943      | 2.543 (26,1 %)                           | k. A.                                    | k. A.                                    | 27.088 (23,8 %)                                |
| 1944      | 2.977 (31,9 %)                           | 3.876 (37,9 %)                           | 2.434 (39,5 %)                           | 25.945 (33,0 %)                                |
| März 1945 | 3.091 (33,8 %)                           | 3.923 (39,3 %)                           | 2.114 (37,2 %)                           | (13.941)                                       |

### M.A.N.-Werk Nürnberg nach dem Zweiten Weltkrieg

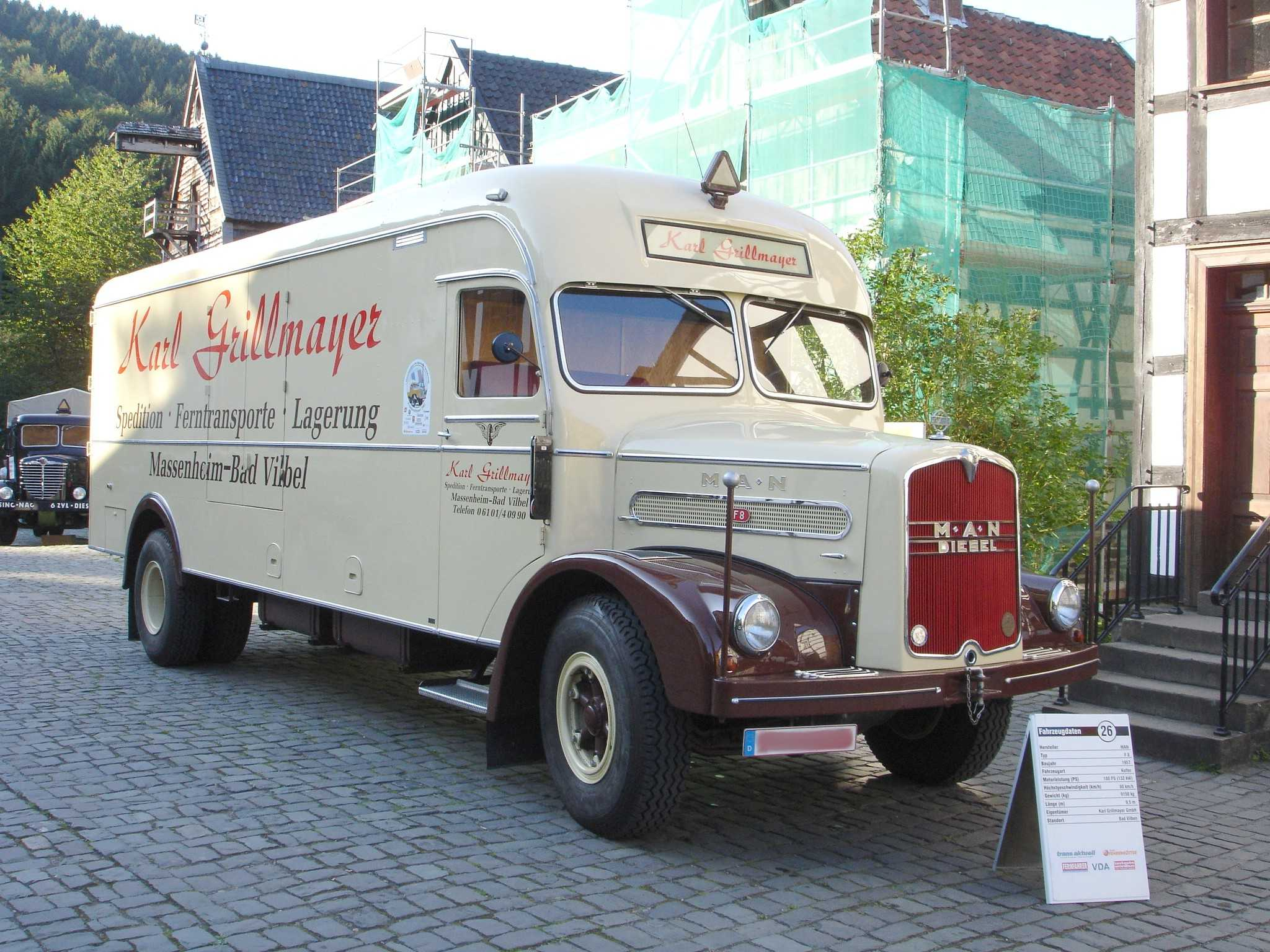
Ein F 8 als Möbelwagen

Die M.A.N.-Werke in Augsburg, Nürnberg und Gustavsburg gehörten nach Kriegsende in die amerikanische Besatzungszone, wurden am 3. Oktober 1945 von der Militärregierung unter Vermögenskontrolle gestellt und am 29. Oktober 1948 entlassen. Der Gesamtleiter der M.A.N. Otto Meyer wurde am 1. Juli 1945 verhaftet, aber auf Intervention von Ludwig Erhard, dem damaligen bayerischen Wirtschaftsminister, Ende Oktober 1945 wieder freigelassen. Im Nürnberger M.A.N.-Werk wurde die NSDAP belastete Werksleitung durch den politisch unbelasteten Ludwig Kastl ersetzt, der entscheidend zum Aufbau des Werks beitrug.
Ende 1945 konnte in Nürnberg die Lastwagenproduktion mit bescheidener Stückzahl erneut aufgenommen werden. Das Werk hatte die Erlaubnis zum Bau des 4,5-Tonner erhalten, für den sich während des Krieges die Nachfrage aufgestaut hatte. Zu Kriegsende lagen über 5000 Bestellungen vor, es konnten aber bis Ende 1948 nur etwa 1200 Fahrzeuge ausgeliefert werden.

### Wachstum und Innovation im M.A.N.-Werk Nürnberg
Bei der M.A.N. erreichte der Export in den 1950er Jahren immer größere Höchststände. Die hohen Umsätze im Nürnberger Werk wurden 1950 durch die Präsentation des ersten Dieselmotors mit Turbolader und 1954 des ersten Lastwagens mit einem solchen aufgeladenen Motor, dem 750 TL mit dem Schriftzug Turbo auf dem Kühlergrill, erzielt. Auf der Internationalen Automobil-Ausstellung in Frankfurt am Main konnte die M.A.N. außer dem ersten aufgeladenen Dieselmotor, auch den Lastwagen des Typs F8 der einen V8-Motor mit 180 PS (132 kW) und 8,3 Tonnen Nutzlast hatte, präsentieren. Als Exportmodell wurde der F8 für 10 Tonnen ausgelegt. Des Weiteren wurden im Nürnberger Werk auch Schienenbusse gebaut.
Nachdem 1952 Siegfried Meurer das M-Verfahren für die Augsburger Dieselmotoren entwickelt hatte, wurden ab 1954 alle M.A.N.-Motoren nach diesem neuen Verfahren gefertigt. Für den Lkw-Bau der M.A.N. waren das umsatzstarke Jahre. Da das Zeitalter der Massenmotorisierung begann, wurde in München 1955 unter Generaldirektor Otto Meyer „O.M.“, der anschließend nach 30 Jahren die M.A.N. verließ, ein neues M.A.N.-Lastwagenwerk eröffnet. Im Vorfeld der Entscheidung gab es erhebliche Auseinandersetzungen zwischen der M.A.N.-Leitung in Augsburg und der in Nürnberg, da diese um die herausgehobene Position des Werks innerhalb der M.A.N. fürchtete. In kurzer Zeit zog die Lkw-Produktion nach München, die Traktoren- und Busproduktion wurde eingestellt und in Nürnberg blieb der Waggon- und der gesamte Lkw-Dieselmotorenbau. Am 11. November 1955 verließ der erste in München gebaute M.A.N.-Laster das Werk. Das neue Münchner Werk hatte die vierfache Kapazität des Nürnberger M.A.N.-Werks; hier sollten etwa 8000 Fahrzeuge im Jahr gebaut werden.
| Jahr | Umsatz nach Werken 1956–1960 in D-Mark | Umsatz nach Werken 1956–1960 in D-Mark | Umsatz nach Werken 1956–1960 in D-Mark | Umsatz nach Werken 1956–1960 in D-Mark |
| ---- | -------------------------------------- | -------------------------------------- | -------------------------------------- | -------------------------------------- |
| Jahr | Augsburg                               | Nürnberg                               | München                                |                                        |
| 1956 | 226.646                                | 216.745                                | 82.519                                 |                                        |
| 1957 | 258.412                                | 182.560                                | 250.521                                |                                        |
| 1958 | 286.417                                | 152.826                                | 233.079                                |                                        |
| 1959 | 305.865                                | 244.700                                | 363.377                                |                                        |
| 1960 | 282.895                                | 251.352                                | 456.351                                |                                        |

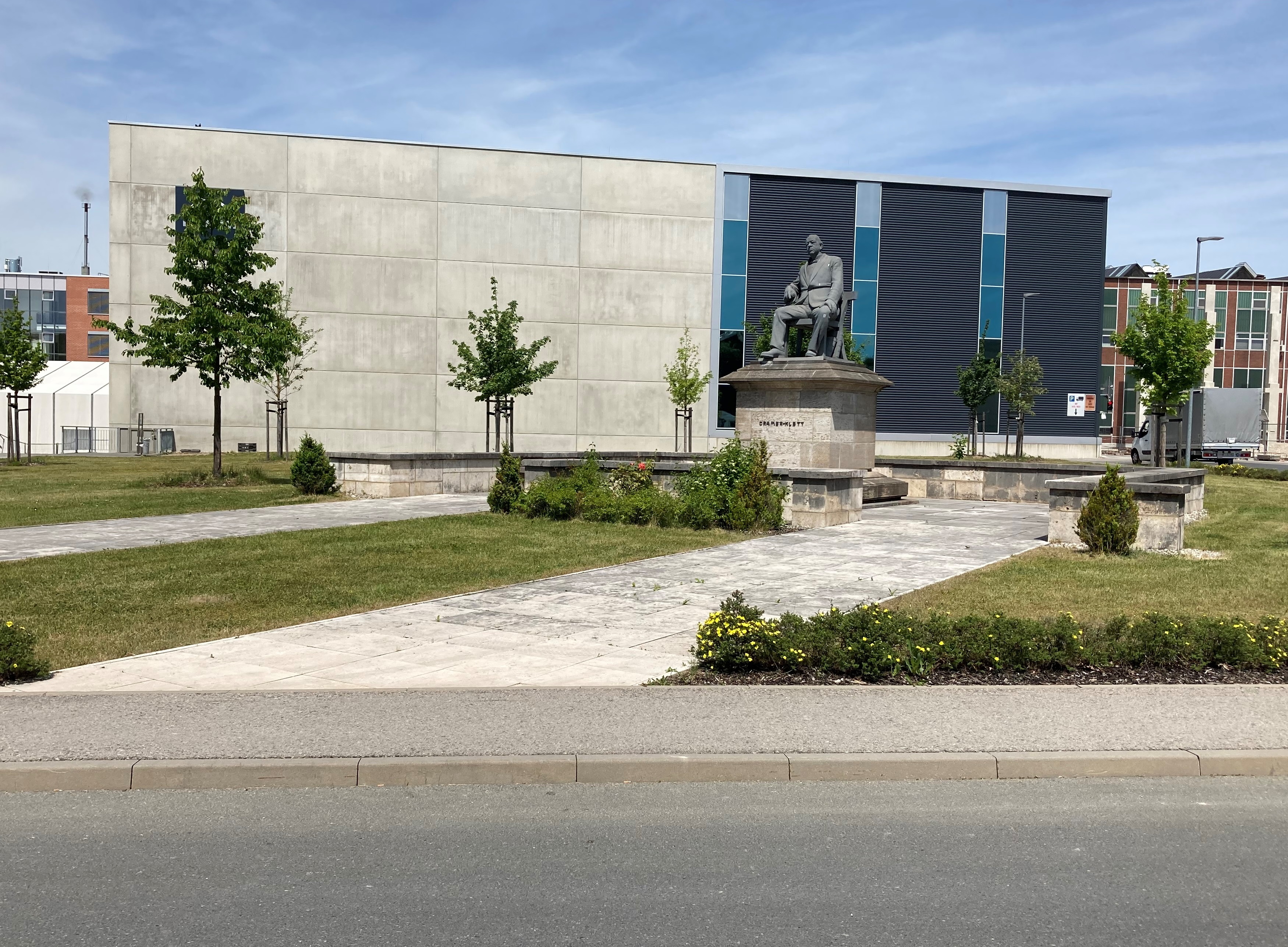
Das Theodor von Cramer-Klett-Denkmal im MAN-Motorenwerk

Nach der beendeten Kooperation der M.A.N. mit dem französischen Lkw-Hersteller Saviem im Dezember 1977, die 1963 begonnen hatte, vereinbarte die M.A.N. mit Volkswagen den Bau von Sechs- bis Neuntonnern, wofür das Nürnberger M.A.N.-Werk die Vierzylindermotoren mit 90 PS (66 kW) und Reihen-Sechszylindermotoren mit 136 PS (100 kW) lieferte. 1993 lief die gemeinschaftliche Produktion aus, nachdem rund 72.000 MAN-VW-Fahrzeuge gebaut wurden.
Nach der vollständigen Reorganisation der GHH 1985, wurden die M.A.N.-Unternehmensbereiche in rechtlich selbstständige Gesellschaften ausgegliedert. Damit war in einer ersten Stufe auch aus der M.A.N.-Nutzfahrzeuge eine Dachgesellschaft geworden. Zum 1. Januar 1986 nach Beratung mit Vertretern der Hauptaktionäre und der Allianz, wurde die M.A.N. auf den GHH Aktienverein verschmolzen. Die neue Dachgesellschaft erhielt die Bezeichnung MAN Aktiengesellschaft, wobei die „Pünktchen“ aus dem Firmennamen gestrichen wurden. Von den sechs MAN-Unternehmensbereichen hatte die Nutzfahrzeugsparte 1987/88 mit 4,2 Mrd. Deutsche Mark (DM) den größten Anteil am Umsatz der MAN AG.
Nachdem Anfang der 1990er Jahre die Adtranz den Waggonbau übernommen hatte, diesen 2001 an Bombardier verkaufte, schloss letztere, wegen des Wirtschaftsabschwunges in der Bahnbranche 2004 auch den Waggonbau in Nürnberg. Inzwischen wurden auf dem Werksgelände ein Werkstoffprüfungslabor und auch ein neues Verwaltungs- und Konstruktionsgebäude in der Vogelweiherstraße errichtet. Die ehemaligen Verwaltungs- und Konstruktionsgebäude in der Frankenstraße im Stadtteil Hasenbuck waren über einen unterirdischen Zugang unter der Katzwanger Straße mit dem Produktionsgelände verbunden. Dieser wurde im Zuge des Umbaus der Straßenbahnlinie 5 verfüllt.
1994 brachte die MAN Nutzfahrzeuge Gruppe den F 2000 auf den Markt, für den die Nürnberger einen Motor mit elektronisch geregelter Einspritzanlage lieferten, wobei die Abgaswerte deutlich gesenkt wurden und damit die Abgasnorm Euro II erfüllt wurde. Eine neue Motorgeneration des D28 mit Abgasrückführung (AGR) erreichte im Jahr 1998 die Euro III Norm. Außer den Motoren für Lastkraftwagen der Leichten-, Mittleren- und Schweren Reihe, entwickelt und baut das Nürnberger MAN-Werk Diesel- und Gasmotoren in Reihe-Vier- und -Sechszylinder sowie Acht-, Zehn- und Zwölfzylindermotore in V-Anordnung für Industrie- und Schiffsbau, auch Motore für Busse, Landmaschinen und für die Bahn.
Anfang 2000 brachte das Nürnberger MAN-Motorenwerk den neu entwickelten Reihen-Sechszylindermotor mit Aufladung und elektronisch gesteuerter 7-Strahl Direkteinspritzung mit bis 460 PS (338 kW) in die neue Lastwagen-Generation der TG-Baureihe (Trucknology Generation), und 2004 den mit zwei Liter kleineren Hubraum D20 Motor (10,5 l) mit Common-Rail-Einspritzung auf den Markt. 2006 führte das Werk als einer der ersten Nutzfahrzeughersteller das Kalttestverfahren ein, wodurch der Kraftstoff zur Motorenerprobung eingespart wird. 2008 präsentierte das Werk einen V8-Motor mit 16,2 Liter Hubraum, 3000 N m Drehmoment und einer Leistung von 500 kW (680 PS), der mit Hilfe des SCR-Abgasnachbehandlungssystems die Euro-5-Abgasnorm erfüllte. 2014 entwickelte das Motorenwerk den D38-Reihensechszylindermotor mit 15,2 Litern Hubraum mit fast gleicher Leistung wie der 2008 präsentierte V8-Motor.
Seit 2020 plant das Motorenkompetenzzentrum auch neue Antriebe mit Batterie und Brennstoffzellen zu entwickeln. Im Juni des Jahres 2022 wurde angekündigt eine Serienproduktion für Hochvoltbatterien in Nürnberg anzusiedeln. Die Fertigstellung der Batteriefabrik ist bis Anfang 2025 geplant und die Produktionskapazität wird mit 100.000 Stück pro Jahr angegeben. MAN Truck & Bus investiert für etwa 170 Mill. Euro auf dem Nürnberger MAN-Gelände in eine neue Produktionshalle, in der voraussichtlich der letzte neu entwickelte Verbrennungsmotor, ein 13-Liter-Motor, ab 2024 im Kompetenzzentrum gebaut werden soll.
Des Weiteren befindet sich im Nürnberger Werk ein Motorenschulungszentrum, welches praxisnahe Kurse für Servicepersonal von Vertriebspartnern anbietet.